# Ilda Bengue
Pour les articles homonymes, voir Bengue.
Ilda Maria Bengue (née le 30 octobre 1974) est une joueuse angolaise de handball féminin. Elle a fait partie de l'équipe d'Angola féminine de handball aux Jeux olympiques d'été de 2000, 2004 et 2008, ainsi qu'aux championnats du monde 2005 et 2007.

## Palmarès

### En équipe nationale
Jeux olympiques
- 9e place aux Jeux olympiques 2000
- 9e place aux Jeux olympiques 2004

elle termine quatrième meilleure buteuse avec 38 buts
- 12e place aux Jeux olympiques 2008

Championnats du monde
- 16e place au Championnat du monde 2005 en Russie
- 7e place au Championnat du monde 2007 en France

Championnats d'Afrique
- Médaille d'or au championnat d'Afrique 2008